# فيروسات هانتا
فيروسات هانتا أو فيروسات هنتا (الاسم العلمي: hantaviruses) هي فيروسات حمض نووي ريبوزي سلبية الاتجاه من عائلة البانيوية. عادة ما تسبب العدوى في القوارض لكنها لا تسبب المرض. أما البشر فتصيبهم العدوى من خلال بول القوارض أو لعابها أو برازها. بعض سلالات فيروسات هنتا بإمكانها أن تسبب أمراضا قاتلة للإنسان مثل الحمى النزفية المصحوبة بالمتلازمة الكلوية ومتلازمة الهنتافيروس الرئوية، أما الأنواع الأخرى فلا يعرف ارتباطها بأي مرض عند الإنسان.
عدوى فيروسات هنتا مرتبطة بتعرض الإنسان للقوارض، لكن العدوى من إنسان لآخر سجلت مؤخرا في أمريكا الجنوبية بفيروس الأنديز.
سميت فيروسات هنتا على اسم نهر هانتان في كوريا الجنوبية حيث لوحظ انتشاره المبكر هناك. وعزل أول مرة عام 1970 بواسطة كارل جونسون وهو وانغ لي.

## الأعراض والعلامات

### الحمى النزفية المصاحبة للمتلازمة الكلوية
الحمى النزفية المصحوبة بالمتلازمة الكلوية (HFRS)، هي مجموعة من الأمراض المتشابهة سريريًا التي تسببها أنواع فيروسات هانتا من عائلة هانتافيريدا. تُعرف أيضًا باسم الحمى النزفية الكورية والحمى النزفية الوبائية والوبائية الكلوية. الأنواع التي تسبب HFRS تشمل هانتان ودوبرافا-بلغراد وساريما وسيول وبومالا. وثُبت وجودها في أوروبا وآسيا وأفريقيا.
فترة حضانة الحمى النزفية التي يسببها فيروس هانتا، تتراوح من مدة أسبوعين إلى أربعة أسابيع قبل ظهور الأعراض عند البشر. وتعتمد شدتها على الحمل الفيروسي.

### متلازمة فيروس هانتا الرئوية
تم العُثور على متلازمة فيروس هانتا الرئوية (HPS) في أمريكا الشمالية والوسطى والجنوبية. وهو مرض رئوي قاتل في كثير من الأحيان في الولايات المتحدة، والعامل المسبب لهذا المرض هو فيروس سن نومبري الذي تحمله فئران الغزلان، وتشمل الأعراض البدائية أعراض شبيهة بالإنفلونزا مثل الحمى والسعال وآلام العضلات والصداع والخمول. يتميز ببداية مفاجئة لضيق التنفس مع وذمة رئوية سريعة التطور غالباً ما تكون قاتلة. معدل الوفيات هو 36%.
تم التعرف على متلازمة فيروس هانتا الرئوية لأول مرة خلال عام 1993 في منطقة فور كورنرز في جنوب غرب الولايات المتحدة من قبل دكتور بروس تيمبست. وكان يسمى في الأصل «المرض فور كورنرز»، ولكن تم تغيير الاسم إلى «سن نومبري فيروس» بعد شكاوى من قبل الأميركيين الأصليين أن اسم «فور كورنرز» يوصم المنطقة. وقد تم التعرف عليه منذ ذلك الحين في جميع أنحاء الولايات المتحدة. ولا تزال مكافحة القوارض في المنزل وحوله هي إستراتيجية الوقاية الأولية.

## علم الفيروسات

### التصنيف
فيروسات هانتا هي فيروسات بونيا. يَنقسم ترتيب فيروسات بونيا إلى اثني عشر فصيلة. مثل كل أعضاء هذا الترتيب (باستثناء أرينافيردا)، تمتلك فيروسات هانتا جينومات تشتمل على ثلاثة أجزاء سلبية من الحمض النووي الريبي أحادية السلسلة، ولذلك تصنف على أنها فيروسات رَنا سلبية. تنتمي أفراد عائلات فيروسات بونيا الأخرى عمومًا أو بشكل عام إلى الفيروسة المنقولة بالمفصليات، ولكن يُعتقد أن فيروسات هانتا تنتقل إلى البشر بشكل رئيسي من خلال استنشاق فضلات القوارض الهوائية أو لدغات القوارض.

### طريقة تطور المرض
إن سبب عدوى فيروس هانتا غير معروف حتى الآن حيث يوجد نقص في النماذج الحيوانية لدراسة عليها (لا يبدو أن الفئران والجرذان تكتسب مرضًا شديدًا). في حين أن الموقع الأساسي للتكاثر الفيروسي في الجسم غير معروف، فيمتلازمة الحُمى النزفية واعتلال الكِلى (HFRS) يكون التأثير الرئيسي في الأوعية الدموية بينما في المتلازمة القلبية الرئوية (HPS) ترتبط معظم الأعراض بالرئتين. في HFRS، هناك زيادة نفاذية الأوعية الدموية وانخفاض ضغط الدم بسبب الخلل البطاني، ويمكن رؤية الضرر الأكثر خطورة على مستوى الكلي، بينما في HPS، تكون الرئتين والطحال والمرارة أكثر تضرراً. تميل الأعراض المبكرة لـ HPS إلى الظهور بشكل مشابه للأنفلونزا (آلام العضلات والحمى والتعب) وعادة ما تظهر بعد أسبوعين إلى 3 أسابيع بعد تعرص للإصابة. تتضمن المراحل المتأخرة من المرض (حوالي 4 إلى 10 أيام بعد بدء ظهور الأعراض) صعوبة في التنفس وضيق التنفس والسعال.

### الإنتقال
لم يثبت أن فيروسات هانتا التي تسبب الحمى النزفية تنتقل من شخص إلى آخر، باستثناء فيروس الأنديز. بالنسبة للأنواع الأخرى من فيروس هانتا، فإن فضلات القوارض الهوائية أو لدغات القوارض هي الطرق الوحيدة المعروفة لانتقال العدوى إلى البشر. يمكن أن تنتقل فيروسات رَنا السالبية المماثلة، مثل حمى ماربورغ والإيبولا النزفية، عن طريق الاتصال بِالدم المُصاب وسوائل الجسم بصفة عامة، ومن المعروف أن تنتشر إلى العاملين في مجال الرعاية الصحية في المستشفيات الأفريقية، ولكنها لا تنتقل بسهولة في بيئة المستشفيات الحديثة ذات الاحتياطات المناسبة. لم يتم إثبات الانتقال من خلال أداة العدوى في مرض فيروس هانتا والتى تشمل صعوبة في التنفس، وضيق في التنفس والسعال.

## التاريخ
في مارس 2020 في الصين تم إثبات إصابة رجل من يونان بفيروس هانتا. توفي أثناء سفره إلى شاندونغ للعمل في حافلة مستأجرة. وفقا لتقارير جلوبال تايمز، تم اختبار حوالي 32 شخصا آخرين للكشف عن الفيروس.

## الوقاية
وفقًا لمركز مكافحة الأمراض واتقائها، فإن أفضل وسيلة للوقاية من الإصابة بفيروس هانتا هي القضاء على الاتصال مع القوارض في المنزل أو مكان العمل أو المخيم بما أن الفيروس يمكن أن ينتقل عن طريق لعاب القوارض، والفضلات، والعضات، فإن التحكم في الجرذان والفئران في المناطق التي يرتادها البشر أمر أساسي للوقاية من الأمراض. يمكن تحقيق الوقاية العامة عن طريق التخلص من أعشاش القوارض، وإغلاق أي شقوق وثقوب في المنازل حيث يمكن أن تدخل الفئران، أو نصب الفخاخ، أو وضع السموم أو استخدام الحيوانات المفترسة الطبيعية مثل القطط في المنزل.
تختلف المدة التي تظل فيها فيروسات هانتا معدية في البيئة بناءً على عوامل عديدة مثل النظام الغذائي للقوارض ودرجة الحرارة والرطوبة وما إذا كانت في الداخل أو في الهواء الطلق. ثُبت أن الفيروسات تظل نشطة لمدة يومين إلى ثلاثة أيام في درجة حرارة الغرفة العادية، بينما تقتلها الأشعة فوق البنفسجية في ضوء الشمس المباشر في غضون ساعات قليلة. ومع ذلك، يجب دائمًا التعامل مع فضلات القوارض أو البول في عمر غير محدد على أنه معدي.